# Zorita de la Frontera
Zorita de la Frontera – gmina w Hiszpanii, w prowincji Salamanka, w Kastylii i León, o powierzchni 32,13 km². W 2011 roku gmina liczyła 210 mieszkańców.